# Depil
Depil [ˈdeːpɪl] és un poble situat a la costa est de l'illa de Borðoy, a les illes Fèroe. Forma part del municipi de Hvannasund. L'1 de gener del 2021 tenia 3 habitants.
La localitat es troba a la costa est de l'illa de Borðoy, sobre les aigües de l'estret de Hvannasund, entre els pobles de Norðdepil (al nord) i Norðtoftir (al sud). A l'oest de Depil hi ha el cim del Lokki, de 755 metres, la muntanya més alta de l'illa.
El primer cop que el poble d'Hestur apareix escrit a la documentació és el 1584, tot i que molt probablement és un assentament més antic.
Al poble sempre hi ha viscut poca gent. Al començament del segle xix estava pràcticament abandonat. Els nadiuss havien abandonat el lloc, la propietat de la terra estava en mans de forasters i la meitat del sòl conreable s'havia tornat a convertir en herm. Al cens del 1801, només hi quedaven tres vells, i probablement el poble va ser abandonat durant alguns anys fins al 1815. Tanmateix, a la tardor de 1815 un home anomenat Óli Árantsson, nascut el 1766, i la seva dona Anna Óladóttir es van traslladar de Norðtoftir a Depil i la vida va tornar a l'antic poble.
Des de l'any 1967 el túnel de Hvansasund (Hvannasundstunnilin en feroès), de 2120 metres, connecta les dues costes de l'illa de Borðoy. Una de les boques es troba molt a prop de Depil.